# Шина керування
Командна шина. По командній шині до процесора надходять команди, від нього керуючі команди до оперативної пам'яті або до пристроїв вводу/виводу. Командна шина визначає розрядність процесора і для сучасних комп'ютерів є 64-розрядною.
Шини на материнській платі використовуються не лише для зв'язку внутрішніх пристроїв з процесором. Вони також взаємодіють з пристроями, що під'єднуються до материнської плати або через внутрішні роз'єми — слоти, або через зовнішні роз'єми.